# Un uomo Tour 2009
Un uomo Tour 2009 è una registrazione live di alcuni brani di Eugenio Finardi del 2009 in occasione dell'omonimo tour di supporto alla raccolta di 4 cd Un uomo.
La formazione impegnata nel tour e nella registrazione è composta da:
- Eugenio Finardi - voce, chitarra ritmica
- Max Carletti - chitarra solista
- Stefano Profeta - basso, contrabbasso
- Federico Ariano - batteria
- Paolo Gambino - pianoforte,  tastiere

## Tracce

### CD 1
1. Extraterrestre
2. La forza dell'amore
3. Le ragazze di Osaka
4. Musica ribelle
5. Patrizia
6. Dolce Italia
7. La radio
8. Uno di noi (One of us)
9. Voglio
10. Le donne di Atene
11. Vil Coyote
12. Giai Phong

### CD 2
1. Amore diverso
2. Mezzaluna
3. Verranno a chiederti del nostro amore
4. Laura degli specchi
5. Katia
6. Favola
7. Un uomo
8. La ginnastica
9. Holyland
10. Hoochie cootchie man
11. Soweto
12. Non è nel cuore